# 이치진샤
주식회사 이치진샤(株式会社 一迅社, 일신사)는 일본의 출판사이다.
주로 만화잡지·단행본, 게임·애니메이션 관련 서적을 발행하고 있다.

## 연혁
- 1992년 8월 - 유한회사 스튜디오 DNA를 설립, 소년만화지 등의 편집을 주업무로 삼았다.
- 1998년 1월 - 스튜디오 DNA, 주식회사로 조직변경, 자사에서 출판활동을 개시.
- 2001년 12월 - 주식회사 일새사(一賽舎) 설립, 《월간 코믹 ZEROSUM》 (2002년 3월 창간) 등 발행.
- 2005년 3월 1일 - 스튜디오 DNA와 일새사가 병합, 상호를 주식회사 이치진샤로 변경.
- 2008년 5월 20일 - 소년향 라이트 노벨 계열 문고 레이블 '이치진샤 문고(一迅社文庫)'창간, 문학상 이치진샤 문고 대상 제1회 응모 모집개시.
- 2008년 7월 19일 - 소녀향 라이트 노벨계 문고 레이블 '이치진샤 문고 아이리스(一迅社文庫アイリス)' 창간.

## 주요 간행지
- 코믹 ZERO-SUM
- 코믹 ZERO-SUM 증간 WARD
- 코믹 유리히메
- 코믹 유리히메S
- 코믹 REX
- 만화 4칸 KINGS 파레트
- 만화 4칸 KINGS 파레트 Lite
- 캐러☆멜